# Lago Rappen
El lago Rappen (en alemán: Rappensee) es un lago situado en la región administrativa de Suabia —junto a la frontera con Austria—, en el estado de Baviera (Alemania), a una elevación de 2046 metros; tiene un área de 2.3 hectáreas. 